# Товмасян, Сурен Акопович
Суре́н Ако́пович Товмася́н (20 декабря 1909 (2 января 1910), с. Шинуайр, Елизаветпольская губерния, — 10 февраля 1980, Ереван, Армянская ССР, СССР) — советский партийный деятель, дипломат. Чрезвычайный и полномочный посол.

## Биография
Член ВКП(б) с 1930 года. Окончил Ереванский рабфак (1932) и Ереванский государственный университет (1948).
- В 1932—1934 годах — заведующий Отделом культуры и пропаганды Сисианского районного комитета КП(б) Армении.
- В 1934—1935 годах — секретарь парткома 1-й Ереванской швейной фабрики.
- В 1936—1937 годах — заведующий Отделом культуры и пропаганды Иджеванского районного комитета КП(б) Армении.
- В 1937—1938 годах — инструктор Отдела руководящих партийных органов ЦК КП(б) Армении.
- В 1938—1939 годах — первый секретарь Кафанского районного комитета КП(б) Армении.
- В 1939—1941 годах — первый заместитель народного комиссара внутренних дел Армянской ССР.
- В 1941—1942 годах — заместитель начальника политотдела дивизии.
- В 1942—1946 годах — начальник политотдела, заместитель командира 61-й Никопольской стрелковой дивизии по политической части.
- В 1946—1948 годах — заместитель заведующего Отделом животноводства ЦК КП(б) Армении.
- В 1948—1949 годах — секретарь Ереванского городского комитета КП(б) Армении.
- В 1949—1950 годах — слушатель Курсов переподготовки при ЦК ВКП(б).
- В 1950—1952 годах — секретарь Ереванского городского комитета КП(б) Армении.
- В 1952—1953 годах — второй секретарь Ереванского окружного комитета КП(б).
- С апреля по ноябрь 1953 года — заведующий Отделом административных и торгово-финансовых органов ЦК КП Армении.
- С 28 ноября 1953 по 28 декабря 1960 года — первый секретарь ЦК КП Армении, член Бюро ЦК КП Армении.
- С 10 апреля 1961 по 7 сентября 1964 года — чрезвычайный и полномочный посол СССР в ДРВ.
- В 1964—1965 года — на ответственной работе в центральном аппарате МИД СССР.
- С 6 апреля 1965 по 14 февраля 1970 года — чрезвычайный и полномочный посол СССР в Ливии.
- В 1970 году — на ответственной работе в центральном аппарате МИД СССР.

Член ЦК КП(б), КП Армении (1939—1962), член ЦК КПСС (1956—1961). Депутат Верховного Совета СССР 4, 5 созывов (1954—1962) и Армянской ССР (1951—1963)

## Награды
- Орден Ленина (19 декабря 1959).
- Орден Красного Знамени (30 мая 1943).
- 2 Орден Отечественной войны I степени (7 октября 1944, 23 апреля 1945).
- Орден Отечественной войны II степени (27 мая 1944).
- Орден Трудового Красного Знамени (31 декабря 1966).
- Орден Красной Звезды (13 декабря 1942).
- Орден «Знак Почёта» (1940).
- Медаль «За трудовую доблесть» (25 декабря 1959).
- Медаль «За оборону Кавказа» (15 октября 1944)
- медали.